# Período Yayoi
O período Yayoi ou era Yayoi (弥生時代, Yayoi jidai), que começa por volta de 300 a.C. - 300 d.C., de acordo com a cronologia clássica (embora alguns arqueólogos proponham seu início por volta de 800 ou 900 a.C.), é uma das quatorze subdivisões tradicionais da história do Japão. Precedido pelo período Jomon e seguido pelo período Kofun, é o primeiro período de cultura agrícola no Japão, no qual se observa o rápido desenvolvimento do cultivo de arroz em arrozais inundados. Este período também terá, pouco depois, a sua primeira Idade do Bronze - Idade do Ferro, cujas tecnologias, bem como certas características da cerâmica e da cultura do arroz em arrozais inundados, foram claramente importadas da Coreia. Essas trocas com a Coreia ocorreram  desde o período da cerâmica Mumun, na proto-história coreana (aproximadamente, de 1500 a.C. a 300 a.C.), prosseguindo durante as três confederações (as Samhan) e, posteriormente, ao longo do período dos Três Reinos.
Nos anos 1980, a datação desse período mudou. Desde então, para os historiadores, em razão das descobertas arqueológicas, o período em que surgiram os primeiros arrozais é datado por volta de 500 a.C. É um período de transição que, antes da década de 1980, era situado no final do período Jomon. Estudiosos argumentam que esse período anteriormente classificado como transicional do  período Jōmon deveria ser reclassificado como Yayoi Inicial. A data do início de tal transição é controversa, com estimativas variando dos séculos X a VI a.C..
O período foi batizado em homenagem ao bairro Yayoi de Tóquio, onde arqueólogos descobriram artefatos dessa era. Características distintas do período Yayoi incluem o uso da cerâmica Yayoi e o início da agricultura do arroz. A sociedade hierárquica do Japão teve início neste período, baseado na sociedade chinesa antiga. Técnicas em metalurgia baseadas no uso de bronze e ferro foram introduzidas pela Coreia.
O período Yayoi seguiu o período Jomon (14.000 a.C. - 1000 a.C.) e sua cultura floresceu desde o sul de Kyushu até o norte de Honshu. Evidências arqueológicas apoiam a ideia de que, durante esse período, migrações sucessivas de agricultores do continente asiático absorveram ou deslocaram a população caçadora-coletora nativa.

## Cultura Yayoi

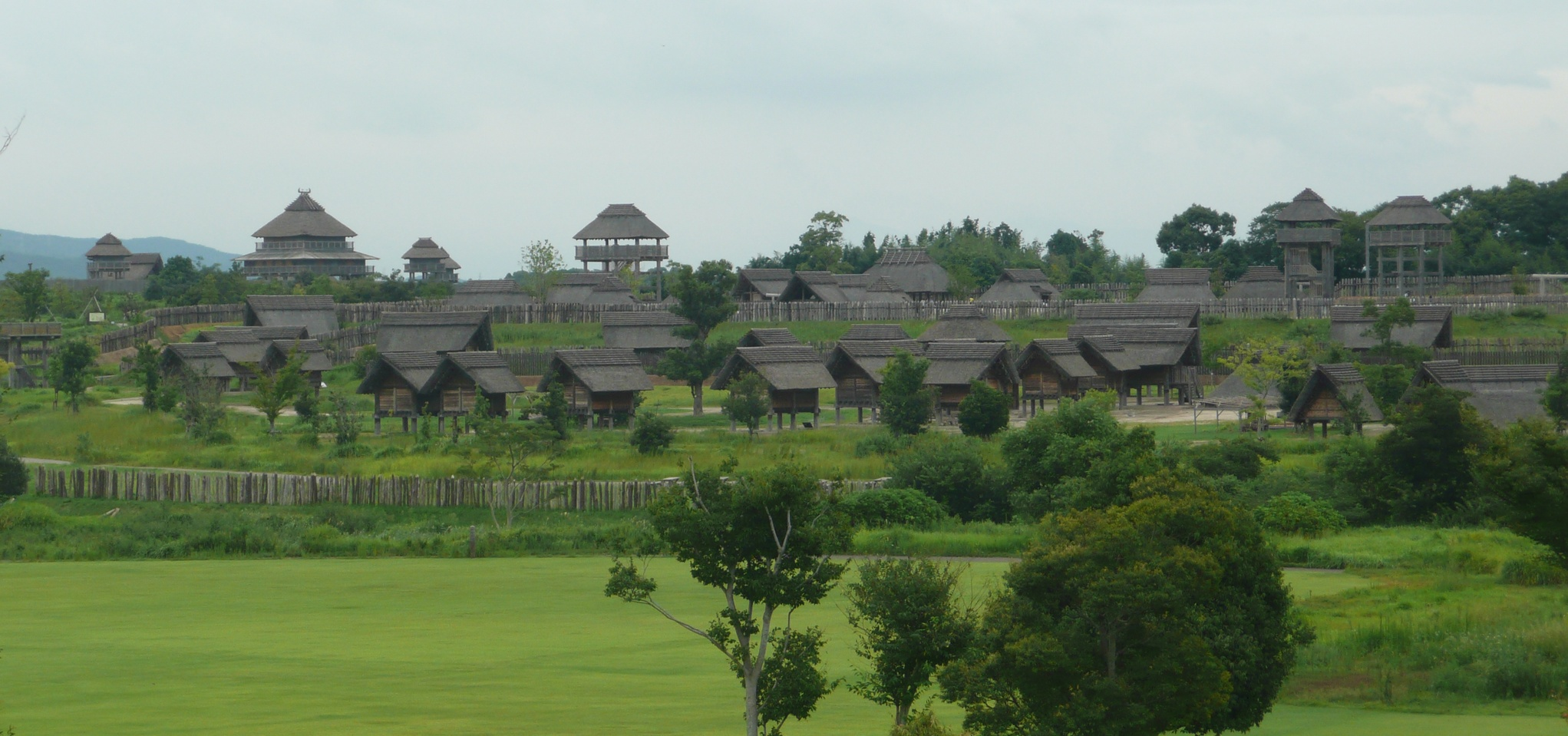
Reconstituição da vila Yayoi, no sítio arqueológico de Yoshinogari, Saga, Kyūshū.

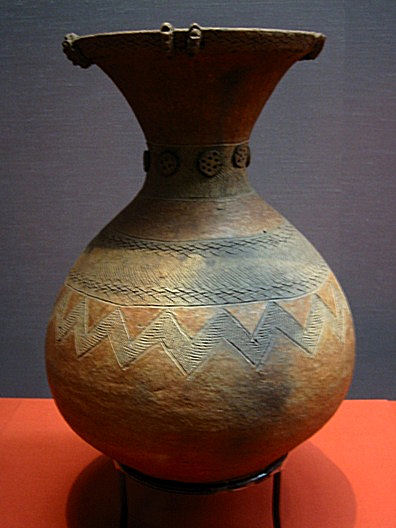
Jarra Yayoi do século I-III, escavada em Kugahara, Ota, Tóquio (Museu Nacional de Tóquio).

As evidências arqueológicas mais antigas dos Yayoi são encontradas no norte de Kyushu, apesar de existirem divergências quanto a este fato. A cultura Yayoi rapidamente se espalhou para a ilha principal de Honshu, misturando-se com a cultura nativa Jomon. A cerâmica Yayoi era decorada de forma simples e produzida em uma roda apropriada, ao contrário da cerâmica do Jomon, que era feita à mão. Os artesãos Yayoi faziam sinos cerimoniais de bronze (Dotaku), espelhos e armas. Por volta de 100 a.C, agricultores Yayoi começaram a usar ferramentas e armas de ferro.
A população Yayoi cresceu e se tornou mais rica e sua sociedade tornou-se mais estratificada e complexa. Eles vestiam roupas de pano, viviam em vilas agrícolas permanentes e faziam construções de madeira e pedra. Eles também acumulavam riqueza através da posse de terras e estocagem de grãos. Tais fatores levaram ao desenvolvimento de classes sociais distintas. Fontes chinesas antigas relatam que os Yayoi se adornavam com tatuagens e outras marcas em seus corpos para indicar diferenças de status social. Chefes Yayoi de algumas regiões de Kyushu parecem ter patrocinado e manipulado politicamente o comércio de bronze e outros objetos de prestígio. Isso foi possível graças à introdução da cultura irrigada de arroz, técnica proveniente da região do rio Yangtzé e da península coreana, introduzido no Japão através das Ilhas Ryukyu ou da península coreana. A agricultura irrigada de arroz possibilitou o desenvolvimento de uma sociedade agrária e sedentária no Japão. Os desenvolvimentos políticos e sociais mais importantes das atividades agrárias foram o surgimento de uma sociedade estratificada e uma autoridade central.
As evidências arqueológicas dos Jomon e Yayoi indicam que os dois povos eram fisicamente distintos. Os indivíduos do povo Jomon costumavam ser mais peludos, tinham olhos mais separados e sem a dobra epicântica, eram mais baixos, com membros mais longos, rostos mais curtos e largos e topografia facial mais proeminente, com arcadas superciliares e narizes mais proeminentes, portanto, uma aparência mais próximo dos caucasoides, apesar de serem geneticamente mais próximos dos povos asiáticos. O povo Yayoi, por outro lado, era mais alto, tinha olhos mais próximos com as dobras epicânticas e narizes e arcadas superciliares menos protuberantes (mais semelhantes aos chineses e coreanos). Quase todos os esqueletos escavados do Período Kofun, exceto aqueles dos Ainus e nativos pre-históricos de Okinawa (Jomon), lembram os japoneses (e leste-asiáticos) dos dias atuais.
Este período está dividido em três sub-períodos:
| Sub-período                  | Fases de cerâmica no norte de Kyushu | Fases de cerâmica nas planices de Kanto | Fases de cerâmica em Aomori | Fases de cerâmica em Hokkaido |
| ---------------------------- | ------------------------------------ | --------------------------------------- | --------------------------- | ----------------------------- |
| Yayoi 500 - 100 AEC          | Itazuke I                            | Jomon Final                             | Sunasawa                    | Epi-jomon                     |
| Itazuke II                   | -                                    | Seno                                    |                             |                               |
| Jonokoshi                    | -                                    | Nimaibashi                              | Esan I                      |                               |
| Yayoi médio 100 AEC - 100 EC | Sugu                                 | Osagata                                 | Inakadate 1                 | Epi-jomon                     |
| Mitoko                       | Suwada                               | Inakadate 2                             |                             |                               |
| Takamizuma                   | Miyanodai                            | Nembutsuma                              | Esan II-IV                  |                               |
| Final Yayoi 100 - 300 EC     | Shimo-Okuma                          | Kugahara                                | Oishitai                    | Epi-jomon                     |
| Nobeta                       | Yayoicho                             | Chitose                                 |                             |                               |
| Nishijin                     | Maenocho                             | Chokaisan                               | Kohoku B, C                 |                               |

## Origens
A origem da cultura Yayoi tem sido debatida há muito tempo. Os sítios arqueológicos mais antigos são os de Itazuke ou Nabata no norte de Kyushu. Contato entre comunidades pescadoras da costa de Kyushu e do sul da Coreia datam do período Jomon, confirmado pela troca e comércio de itens, como anzóis e obsidianas. Durante o período Yayoi, características culturais da China e da Coreia se espalharam nessa área em várias ocasiões e durante vários séculos e depois se espalhou para o sul e para o leste. Este foi um período de miscigenação entre os migrantes e a população indígena, e entre novas influências culturais e práticas antigas.
Entre 1996 e 1999, uma equipe liderada por Satoshi Yamaguchi, um pesquisador do Museu Nacional da Natureza e da Ciência do Japão, comparou esqueletos Yayoi encontrados nas prefeituras de Yamaguchi e Fukuoka com outros da costa da província de Jiangsu da China e encontrou muitas semelhanças entre os dois tipos.

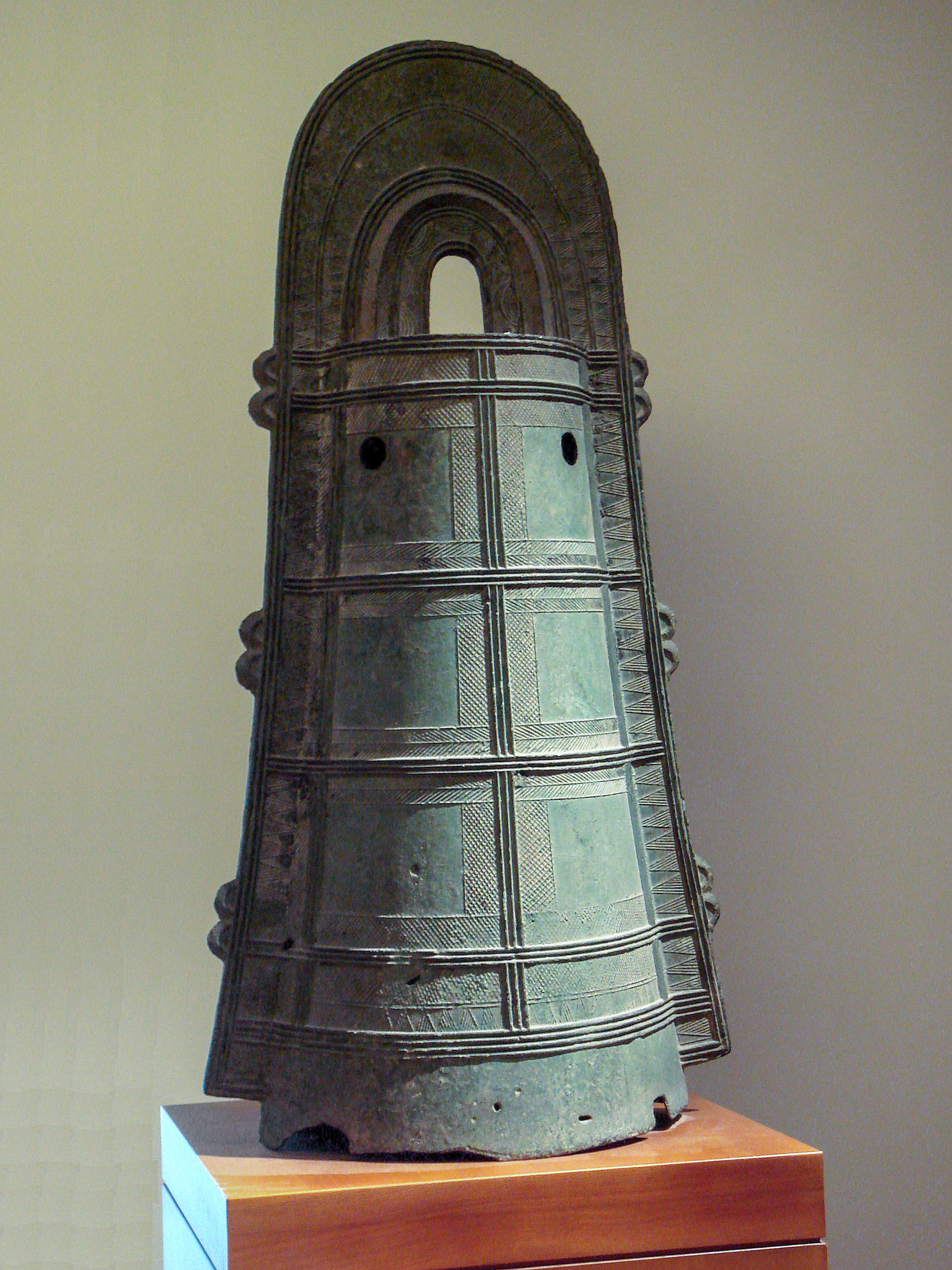
Sino dōtaku do período Yayoi, datado do século III a.C

Alguns estudiosos concluíram que houve influência coreana na cultura Yayoi. Mark J. Hudson citou evidências arqueológicas que incluíam "arrozais com limites, novos tipos de ferramentas de pedra polida, implementos de madeira para agricultura, ferramentas de ferro, tecnologia de tecelagem, frascos de cerâmica para armazenagem, colagem externa de rolos de argila na fabricação de cerâmica, assentamentos abandonados, porcos domesticados e rituais envolvendo ossos de mandíbula." A teoria é reforçada pelo fato de que a cultura Yayoi iniciou na costa norte de Kyushu, área do Japão mais próxima da Coreia. A cerâmica Yayoi, os montes funerários e os métodos de preservação de alimentos são semelhantes aos do sul da Coreia.
No entanto, alguns estudiosos argumentam que o rápido aumento de aproximadamente quatro milhões de pessoas no Japão entre os períodos Jomon e Yayoi não pode ser explicado apenas pela migração. Eles atribuem o aumento principalmente à mudança de uma dieta de caçadores-coletores para a agricultura nas ilhas, com a introdução do arroz. É bem provável que o cultivo de arroz e sua subsequente deificação tenham permitido um aumento lento e gradual da população. Ainda assim, há evidências arqueológicas que apoiam a ideia de que houve migrações de agricultores do continente.
Algumas peças de cerâmica Yayoi mostram claramente a influência da cerâmica Jōmon. Além disso, os Yayoi viviam no mesmo tipo de moradia em poço ou circular que os Jomon. Outros exemplos de elementos em comum são ferramentas de pedra lascada para caça, ferramentas de osso para pesca, conchas na fabricação de pulseiras e decoração de laca para embarcações e acessórios.
De acordo com vários linguistas, o japônico estava presente em grande parte do sul da península coreana. Estas "Línguas Japônicas Peninsulares" foram deslocadas ou substituídas por falantes de línguas coreânicas, causando as migrações Yayoi. Da mesma forma, Whitman (2012) sugere que os Yayoi não são relacionados aos proto-coreanos, mas que estavam presentes na península coreana durante o período da cerâmica de Mumun. Segundo ele, o japônico chegou à península coreana por volta de 1500 a.C. e foi levado ao arquipélago japonês pelos Yayoi por volta de 950 a.C.. A família de idiomas associada à cultura Mumun e Yayoi seria a japônica. Os coreanos chegaram mais tarde da Manchúria à península coreana por volta de 300 a.C. e coexistiram com os descendentes dos agricultores Mumun (ou os assimilaram). Ambos tiveram influência um no outro e um efeito fundador posterior diminuiu a variedade interna de ambas as famílias de idiomas.

### Relatos sobre osWaem textos históricos da China

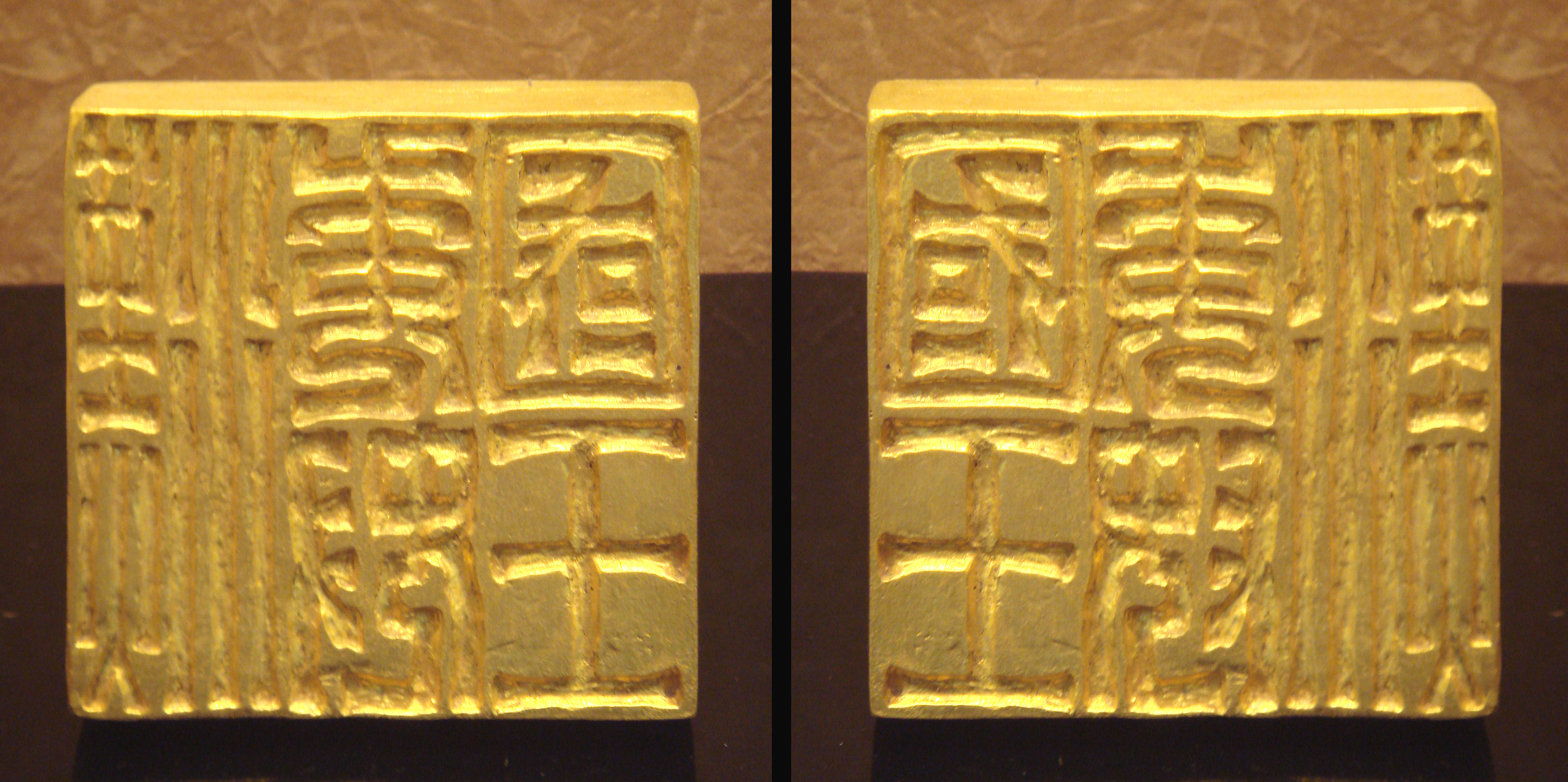
O Selo Imperial da China, que acredita-se que foi concedido pelo Imperador Guangwu de Han ao Rei de Wa (atual Japão), em 57 d.C. Nele está inscrito Rei de Na de Wa na Dinastia Han (漢委奴國王)

Os registros escritos mais antigos sobre os povos do Japão são de textos da China desse período. Wa, a pronunciação japonesa para um antigo nome em chinês para o Japão, foi mencionada em 57 d.C.; o Estado de Na Nakoku (奴国), de Wa, recebeu um selo dourado do Guang Wudi da Dinastia Han. Esse evento foi registrado no livro Hou Hanshu, compilado por Fan Ye no século V. O selo foi descoberto no norte de Kyūshū, em 1784. Wa também foi mencionado em 257 d.C., no Wei zhi, uma seção do San Guo Zhi (A Crônica dos Três Reinos), compilado pelo sábio Chen Shou, do século III.
Antigos historiadores chineses descreveram Wa como uma terra de centenas de comunidades tribais espalhadas, e não o território unificado com 700 anos de tradição como narrado pelo Nihon Shoki, uma obra datada do século VIII, que conta a história do Japão misturando elementos míticos com históricos e data a fundação do país em 660 a.C. Evidências arqueológicas também sugerem que conflitos frequentes entre assentamentos e clãs ocorriam no período. Muitos assentamentos escavados foram construídos no topo de colinas. Corpos humanos queimados e sem cabeça descobertos no sítio arqueológico de Yoshinogari corroboram essas teorias. Na região costeira do Mar Interno de Seto, pontas de flechas de pedra são frequentemente achadas em objetos funerários.
Textos chineses do século III d.C. relatam que o povo de Wa se alimentava de peixe cru, vegetais e arroz, servidos em travessas de bambu e madeira, batiam palmas em cultos (costume ainda comum nos dias de hoje em santuários xintoístas) e construíam túmulos de terra. Eles também mantinham relações de vassalagem, coletavam impostos, tinham celeiros e mercados e cumpriam o luto. A sociedade era caracterizada por lutas violentas.

### Yamataikoku

Kofun de Hashihaka, Sakurai, Nara

O Wei Zhi (chinês: 魏志), que faz parte dos Registros dos três Reinos, menciona pela primeira vez Yamatai e a rainha Himiko no século III. Segundo o registro, Himiko assumiu o trono de Wa, como líder espiritual, após uma grande guerra civil. Seu irmão mais novo estava encarregado dos assuntos de estado, incluindo as relações diplomáticas com a corte chinesa do o Reino de Wei. Quando perguntados sobre suas origens pela embaixada Wei, o povo de Wa alegou ser descendente de Taibo de Wu, uma figura histórica do Reino Wu ao redor do delta do Yangtzé da China.
Por muitos anos, a localização de Yamataikoku e a identidade da rainha Himiko foram objeto de pesquisa. Dois locais possíveis, Yoshinogari, na prefeitura de Saga, e Makimuku, na prefeitura de Nara, foram sugeridos. Pesquisas arqueológicas recentes em Makimuku sugerem que Yamataikoku estava localizado na área. Alguns estudiosos defendem que o kofun de Hashihaka em Makimuku é o túmulo de Himiko. Sua relação com a origem da sociedade Yamato no período Kofun também é assunto de debate.